# Joanis Metaksas
Joanis Metaksas (grško Ιωάννης Μεταξάς), grški general, * 12. april 1871, † 29. januar 1941.
Rodil se je na Itaki v plemiški družini. Med grško-turško vojno leta 1897 je postal varovanec tedanjega kronskega princa Konstantina. Ta ga je po vojni poslal na prusko vojno akademijo v Berlinu, kjer se je navdušil nad pruskim militarizmom in avtoritarnim sistemom. Med balkanskima vojnama se je hitro vzpenjal v hierarhiji grške vojske. Ob »narodnem razkolu« v 1. svetovni vojni se je postavil na stran rojalistov in nasprotoval vstopu Grčije v vojno na strani antante, ki ga je izvedel predsednik vlade Elefterios Venizelos; zaradi tega so ga leta 1917 izgnali. Po povratku je ustanovil nacionalistično in monarhistično Stranko svobodomislecev, ki je v Helenski republiki uživala le omejen uspeh. Leta 1935 je bila po spornem referendumu obnovljena monarhija in aprila 1936 so Metaksasa postavili za predsednika vlade. Po štirih mesecih ustavnega vladanja je 4. avgusta 1936 ob podpori kralja Jurija II. ukinil parlament in vzpostavil nacionalistično diktaturo, znano kot »režim 4. avgusta«.
Po izbruhu 2. svetovne vojne je Metaksas poskušal ohraniti grško nevtralnost. Oktobra 1940 je zavrnil italijanski ultimat za vdajo, s čimer je z državo vstopil v vojno na strani zaveznikov. Umrl je januarja 1941, pred nemško invazijo in okupacijo Grčije.
Metaksas je v grški zgodovini kontroverzna osebnost; nekateri ga obsojajo zaradi diktatorstva, medtem ko ga drugi slavijo kot domoljuba in zaradi odpora v drugi svetovni vojni. Njegovo vladavino so kot ideal jemale nekatere frakcije »diktature polkovnikov« v letih 1967–1974, v 21. stoletju pa skrajno desničarska stranka Zlata zora.